# Coca a la calda
La coca a la calda, coca escaldada o senzillament, calda és una coca salada típica de la costa de la Marina Baixa.
És, segons Els Valencians d'Algèria 1830-1962, una preparació que deu almenys el seu nom a una preparació semblant que era habitual a l'Algèria colonial, la calda, un pastís calent habitualment venut per italians - per això el seu nom, que vol dir, en italià, calenta. Segons la mateixa font, aquesta preparació calà fondo entre la població valenciana al país, i en tornar van portar amb ells el nom i la recepta, si bé incorporant-hi ingredients que l'apropen a les coques ja típiques com la de xulla i la de Sant Joan.
La recepta de la calda a la Marina baixa és semblant a la de la coca de Sant Joan alacantina però duu, a més de tonyina, embotit com ara botifarra negra, llonganissa, cansalada. Es forneix tot alhora, de tal manera que el pa queda impregnat amb el greix de la carn i la sal del salaó, la qual cosa hi dona un sabor molt salat.